# Liste Friedberger Burggrafen
Die Liste Friedberger Burggrafen erfasst alle nachweisbaren Burggrafen der Reichsburg Friedberg als Mittelpunkt der Burggrafschaft Friedberg in Hessen.

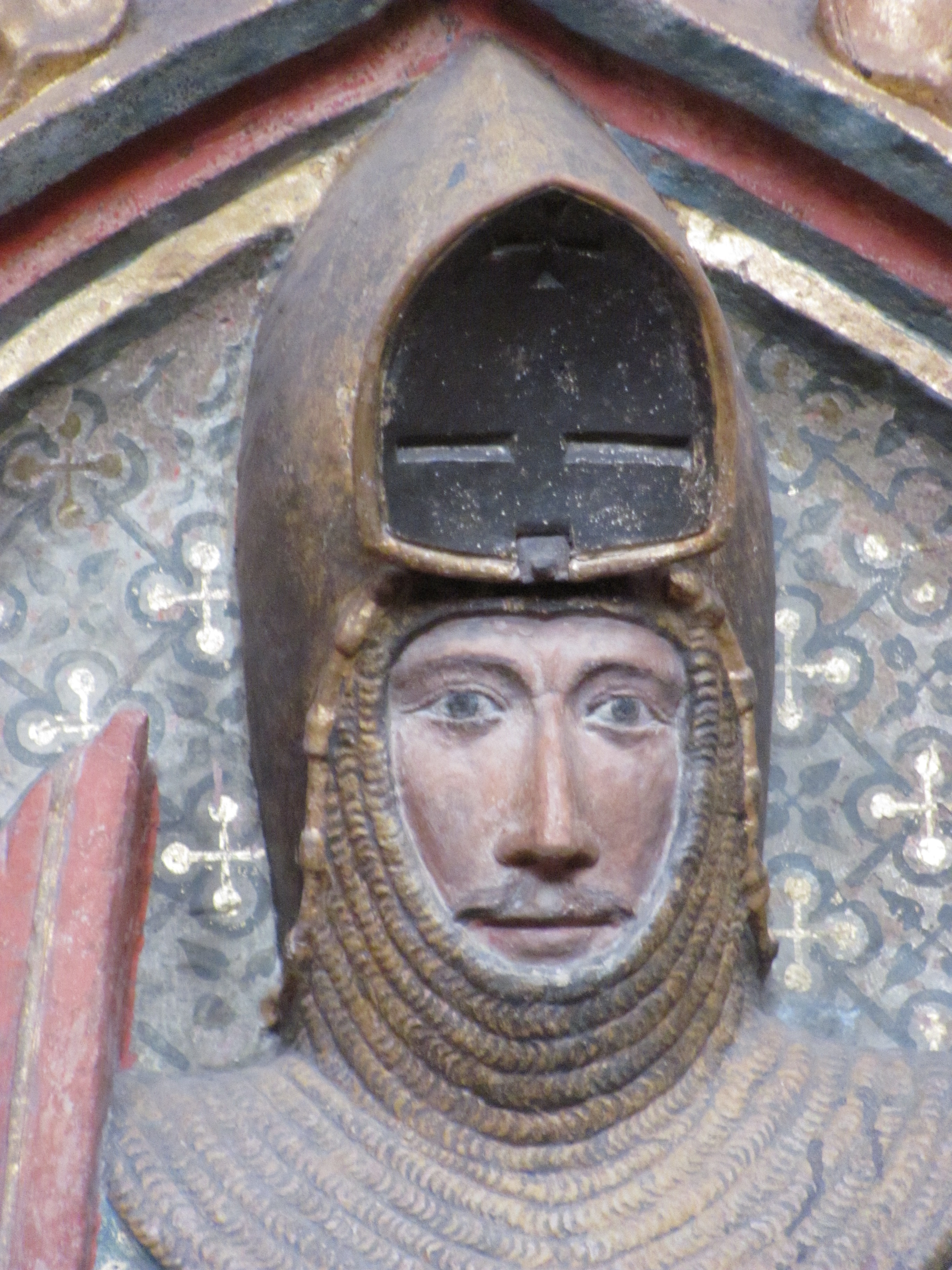
Rudolf von Sachsenhausen, Detail von der Grabplatte im Frankfurter Dom

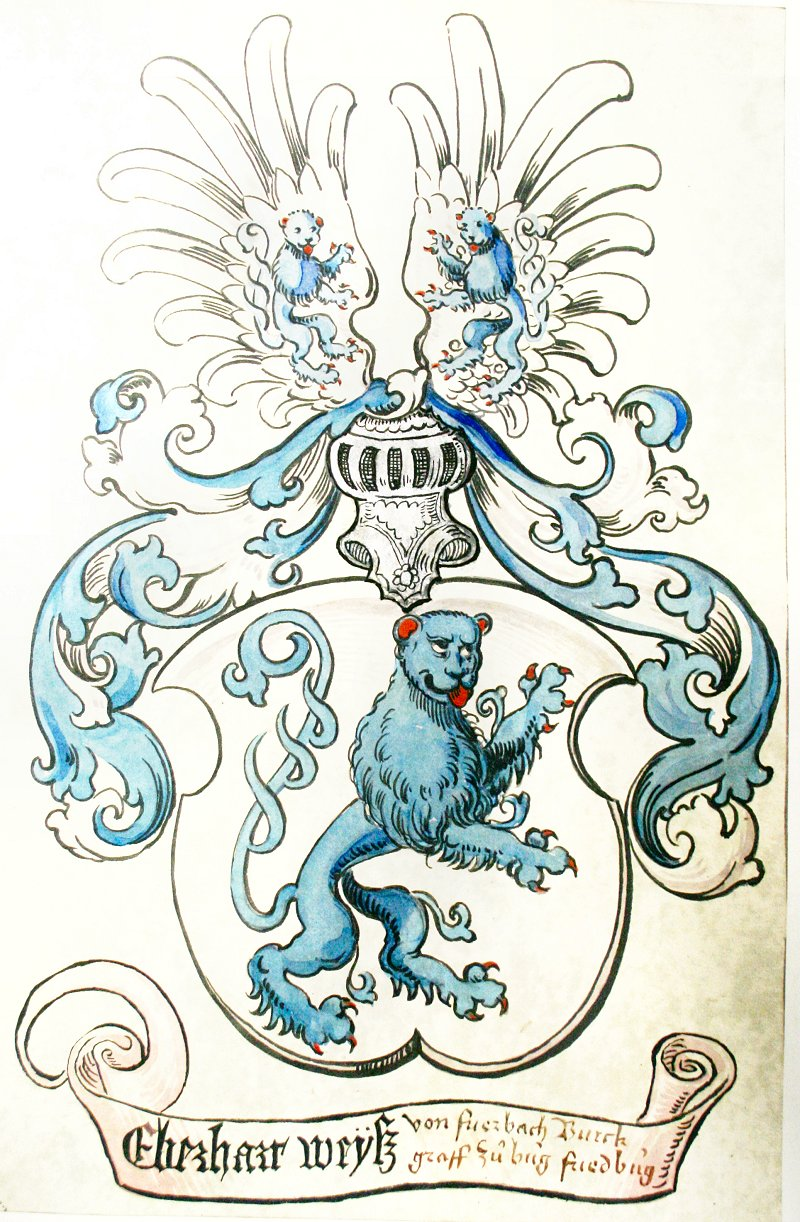
Wappen des Burggrafen Eberhard Wais von Fauerbach im Salbuch des Klosters Naumburg

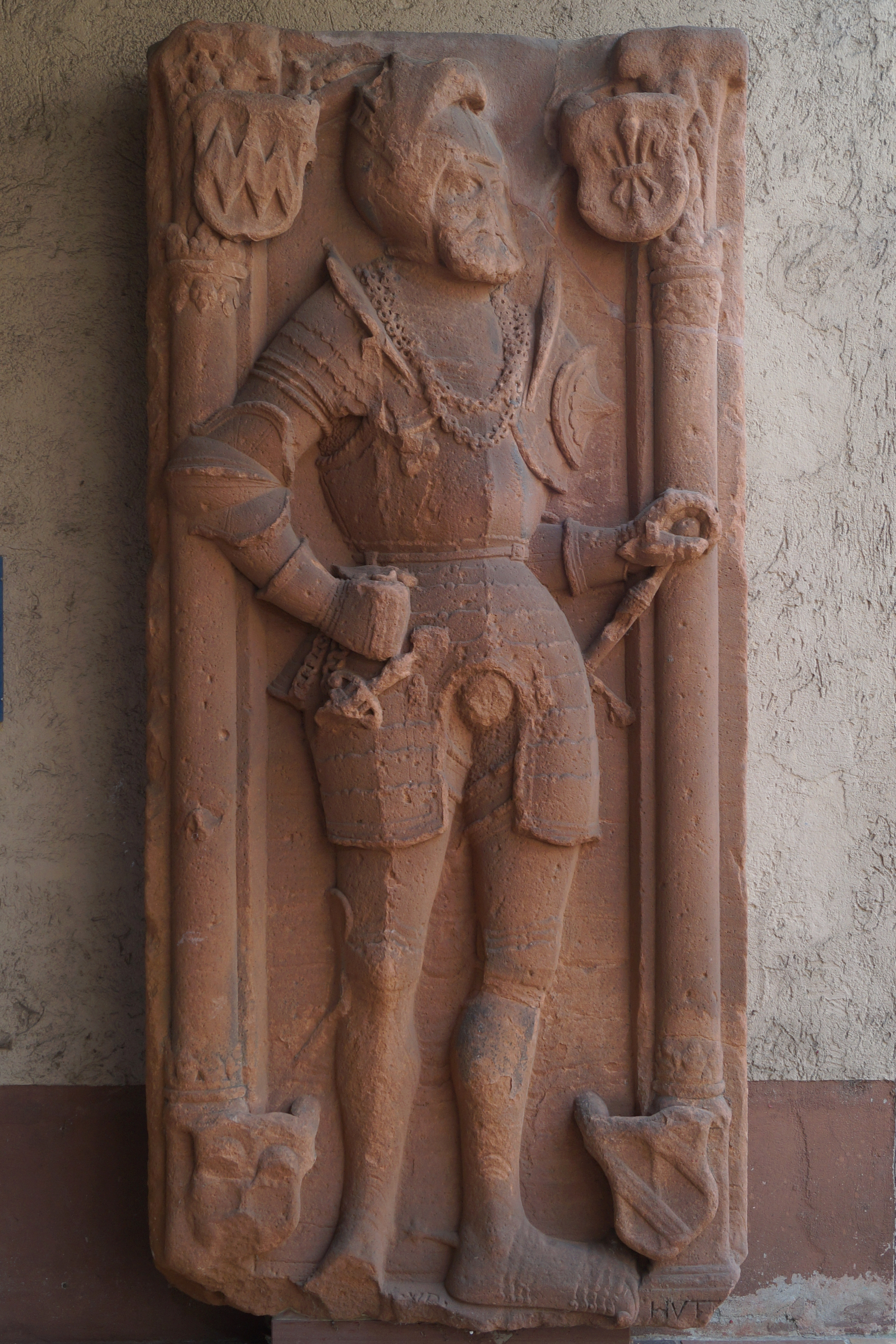
Grabplatte des Burggrafen Johann Brendel von Homburg (gest. 1569) im Hof des Wetterau-Museums

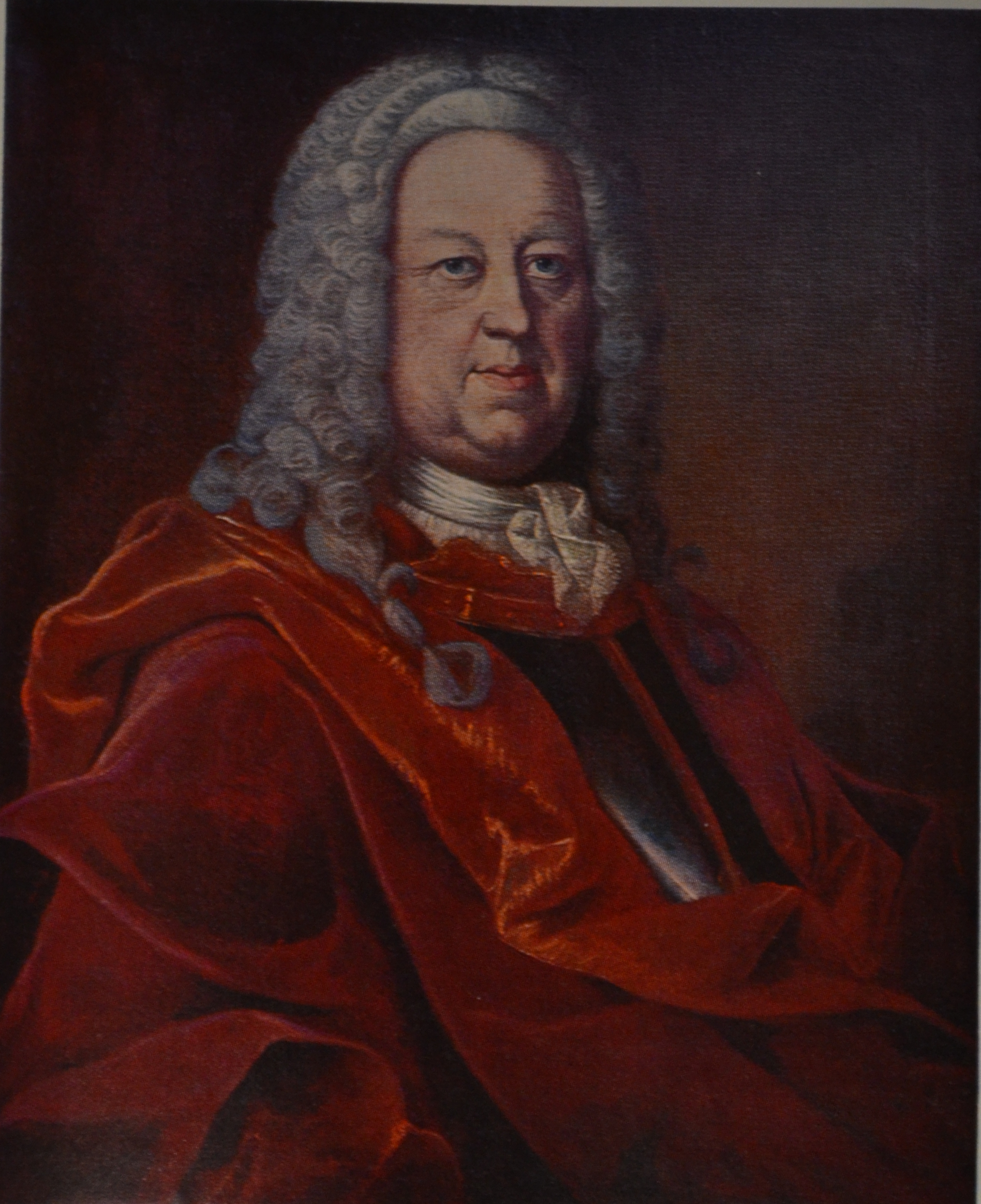
Hermann Riedesel zu Eisenbach (1682–1745)

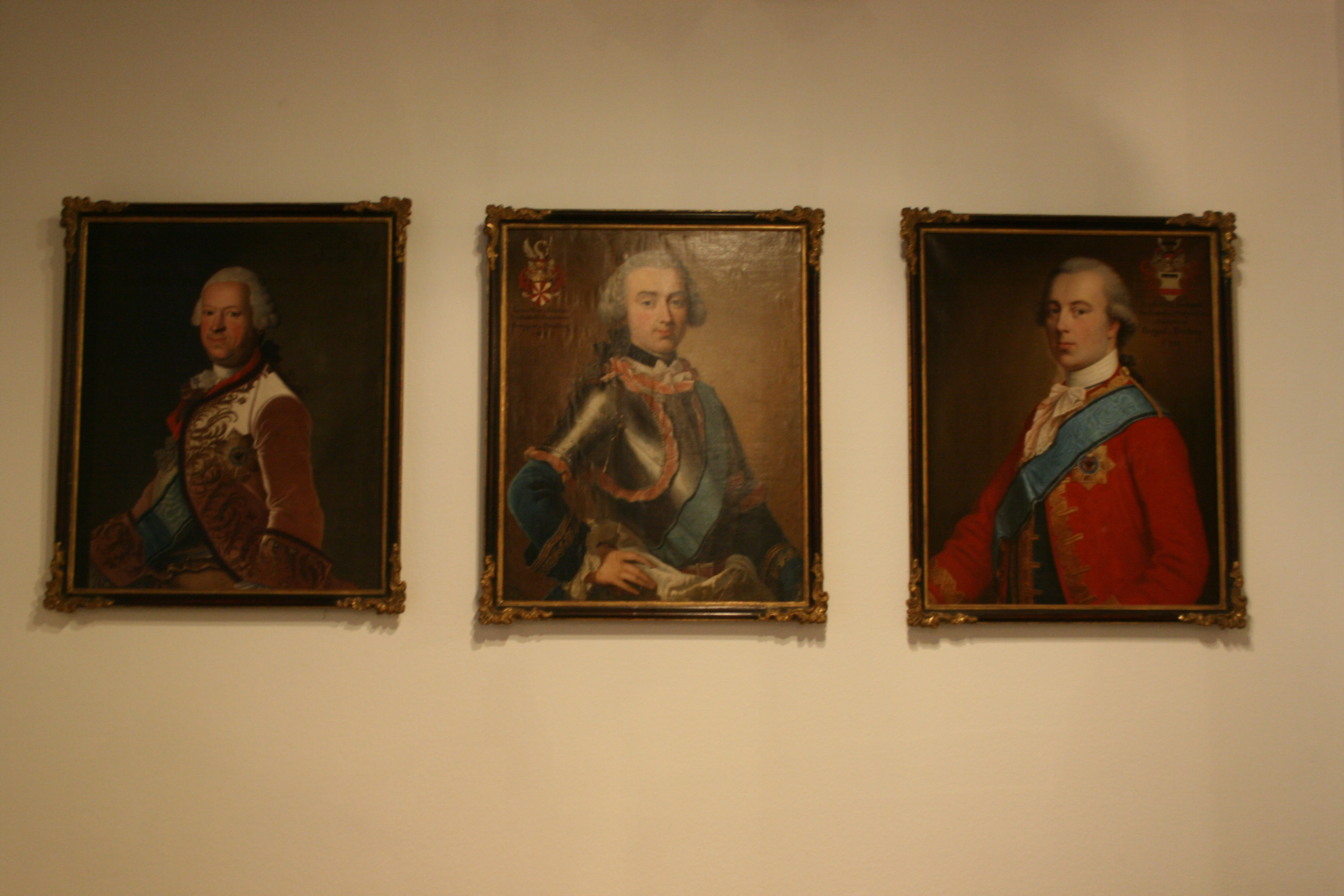
Porträts der drei letzten Friedberger Burggrafen im Wetterau-Museum, v. l. n. r.: Franz Heinrich von Dalberg, Johann Maria Rudolf Reichsgraf Waldbott von Bassenheim, Clemens August von Westphalen.

Das Amt des Burggrafen ist bereits in der frühesten Urkunde 1216 genannt und seit dieser Zeit fassbar. Er wurde zunächst durch den König eingesetzt, erst ab der Mitte des 14. Jahrhunderts erfolgte eine Wahl, die durch den König bestätigt werden musste. Seit dieser Zeit erfolgte die Wahl auf Lebenszeit.
Der Burggraf stand der Burgmannschaft in allen Belangen vor: Er war sowohl militärischer Kommandant, oberster Repräsentant als auch Richter des Burggerichts. Sein Amt erstreckte sich von Anfang an ebenso auf die Reichsstadt, wo er als oberster Vertreter des Reichsoberhauptes (im 14. Jahrhundert: des Reiches Amtmann) an der Spitze der städtischen Funktionäre stand und – wie in der Burg – oberster Richter war. Wiederholt führte der Burggraf auch Aufträge des Königs außerhalb des Bereiches von Burg und Stadt aus.
Nachweisbare Burggrafen zwischen 1216 und 1806:
- Giselbert (1216)
- B. (1219)
- Eberwin von Kransberg (1220 bis um 1222)
- Winther von Kalsmunt (1223)[4]
- Ludolf (1227–1237)[5]
- Rupert von Carben (1239–1244)[6]
- Eberwin II. von Kransberg 1243–1245[7]
- Rupert I. von Carben (1239[7]-1247)
- Eberwin von Kransberg (1249/1250)
- Rupert (von Carben? 1256)
- Franko von Mörlen (1256–1261)[7]
- Wigand von Carben (1262)
- Winter (1262–1265/66)
- Rupert von Carben (1265/66–1280/82)
- Friedrich von Carben (1284–1287)
- Rupert von Carben (1288–1290)
- Friedrich von Carben (1290)
- Dugel von Carben (1294)
- Konrad von Cleen (1298)
- Friedrich Dugel von Carben (1300)
- Eberwin von Kransberg (1302)
- Heinrich von Pfaffenau (1305–1308)
- Wigand von Büches (1310)
- Rupert von Carben (1311)
- Wenzel bzw. Werner von Cleen (1316–1318)
- Rudolf von Sachsenhausen (1333–1342; † 1371)
- Friedrich von Carben (1346)
- Johann von Bellersheim (1351–1361)
- Eberhard Wais von Fauerbach (1365–1385)
- Eberhard Löw von Steinfurth (d. Ä., 1385–1405)
- Johann von Stockheim (1405)
- Hermann Wais von Fauerbach (1456–1459)
- Rudolf von Cleen (1462–1466)
- Johann von Bellersheim (1468–1473/74)
- Ludwig Wais von Fauerbach (1473/74–1483)
- Emmerich von Carben (1483–1502)
- Eberhard Wais von Fauerbach (1504–1526)
- Ludwig Löw von Steinfurth (1526–1532)
- Johann Brendel von Homburg d. Ä. (1532–1569)
- Johann Oyger Brendel von Homburg (1570–1577)
- Johann Eberhard von Cronberg (1577–1617)
- Konrad Löw von Steinfurth (1617–1632)
- Wolfgang Adolf von Carben (1632–1671)
- Hans Eitel Diede zum Fürstenstein (1671–1685)
- Philipp Adolf Rau von Holzhausen (1685–1692)
- Johann zu Schlitz genannt von Götz (1692–1699)
- Adolf Johann Karl von Bettendorf (1699–1705)
- Johann Löw von und zu Steinfurth (1706–1710)
- Johann Erwein von Greiffenclau-Vollrads (1710–1727)
- Hermann XVIII. Riedesel zu Eisenbach (1727–1745)
- Hans Eitel Diede zum Fürstenstein (1745–1748)
- Ernst Ludwig von Breidenbach zu Breidenstein (1749–1755)
- Franz Heinrich von Dalberg (1755–1776)
- Johann Maria Rudolf Waldbott von und zu Bassenheim (1777–1805)
- Clemens August von Westphalen (1805–1817/18)